# Бала-Кягризли
Бала-Кягризли (азерб. Bala Kəhrizli) — село в Кягризлинском административно-территориальном округе Агджабединского района Азербайджана.

## Этимология
Происходит от слов бала (с азерб. — «маленький») и Кягризли (название села, от которого произошло название этого села). Сам же топоним Кягризли происходит от слова кягриз (кяриз).

## История
Село основано в XIX веке семьями, переселившимися из соседнего села Кягризли (ныне Бёюк-Кягризли).
Село Кягризлы в 1913 году, согласно административно-территориальному делению Елизаветпольской губернии, относилось к Гиндархскому сельскому обществу Шушинского уезда.
В 1926 году, согласно административно-территориальному делению Азербайджанской ССР, село относилось к дайре Агджабеды Агдамского уезда.
После реформы административного деления и упразднения уездов в 1929 году был образован Кягризлинский сельсовет в Агджабединском районе Азербайджанской ССР.
Согласно административному делению 1961 и 1977 года, село Бала-Кягризли входило в Кягризлинский сельсовет Агджабединского района Азербайджанской ССР.
В 1999 году в Азербайджане была проведена административная реформа, и внутри Кягризлинского административно-территориального округа был учрежден Кягризлинский муниципалитет Агджабединского района.

## География
Бала-Кягризли расположен на берегу реки Каркарчай.
Село находится в 29 км от райцентра Агджабеди и в 307 км от Баку. Ближайшая железнодорожная станция — Агдам (ближайшая действующая — Халадж).
Село находится на высоте 138 м над уровнем моря.

## Население
| Численность населения | Численность населения | Численность населения |
| 1984                  | 1999                  | 2009                  |
| --------------------- | --------------------- | --------------------- |
| 750                   | ↗1117                 | ↗1211                 |

Население преимущественно занимается хлопководством, выращиванием зерна и животноводством.

## Климат
Среднегодовая температура воздуха в селе составляет +14,2 °C. В селе полупустынный климат.

## Инфраструктура
В советское время близ села располагалась молочно-товарная ферма.
В селе расположены врачебный пункт и библиотека.